# Taux de retour énergétique
Le taux de retour énergétique ou TRE — les acronymes anglais : EROEI, « Energy Returned On Energy Invested », ERoEI, ou EROI, « Energy Return On Investment » sont aussi utilisés en français — est l'énergie utilisable acquise à partir d'un vecteur énergétique, rapportée à la quantité d'énergie dépensée pour obtenir cette énergie. Quand le TRE d'une ressource est inférieur ou égal à 1, cette source d'énergie devient un « puits d'énergie », et ne peut plus être considérée comme une source d'énergie, car la dépense est supérieure au résultat.
{\displaystyle TRE={\frac {\hbox{énergie utilisable}}{\hbox{énergie dépensée}}}}

## Relation avec le gain énergétique net
Le TRE considère une source d'énergie unique. L'énergie nette décrit une quantité exprimée en joules ou kWh, alors que le TRE est un ratio adimensionnel et donne l'efficacité du processus de production.
L'énergie utilisable est la somme de l'énergie nette et de l'énergie dépensée, le ratio est donc défini par la formule :
{\displaystyle TRE={\frac {{\hbox{énergie nette}}+{\hbox{énergie dépensée}}}{\hbox{énergie dépensée}}}}ou{\displaystyle TRE={\frac {\hbox{énergie nette}}{\hbox{énergie dépensée}}}+1}

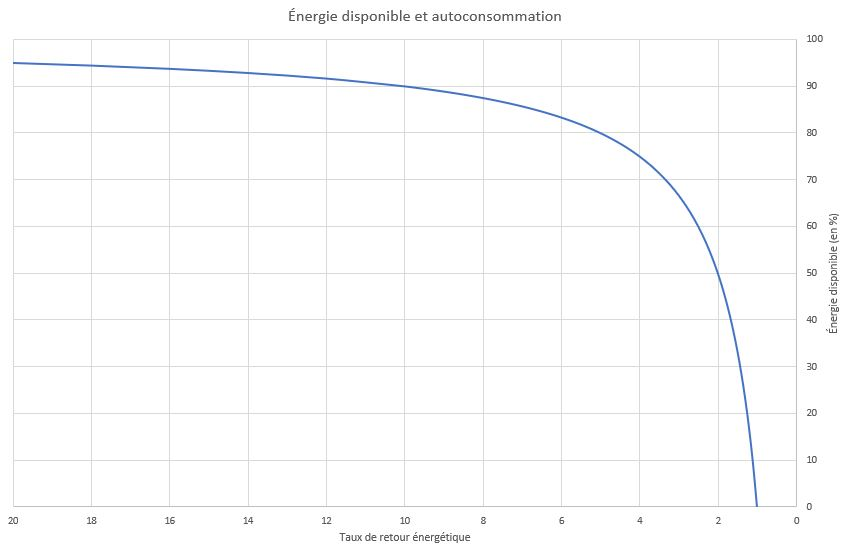
Énergie nette relative en fonction du TRE. Le complément (partie au-dessus de la courbe) représente l'« autoconsommation ».

Pour mieux comprendre, définissons l'énergie nette relative :
{\displaystyle {\frac {\hbox{énergie nette}}{{\hbox{énergie nette}}+{\hbox{énergie dépensée}}}}}
L'énergie nette relative, qui correspond à la part d'énergie disponible, s'exprime selon {\displaystyle 1-{\frac {1}{TRE}}}, sachant que le complément, à 100 %, de cette énergie nette relative peut être en fait considéré comme de l'autoconsommation.
Ainsi, pour un processus ayant un TRE de 1, le gain énergétique est nul. On voit sur le graphique que toute l'énergie produite est autoconsommée. Pour un TRE de 5, l'utilisation d'une unité énergétique donne un gain énergétique net de 4 unités. On voit sur le graphique que, dans ce cas, 80 % de l'énergie produite est disponible, mais que 20 % de l'énergie est autoconsommée.

## Taux de retour énergétique des principales sources d'énergie
Le calcul du TRE repose sur l'estimation de la quantité d'énergie primaire nécessaire pour extraire la source d'énergie évaluée. Le mode de calcul du TRE ne fait pas consensus, de sorte que plusieurs estimations sont proposées pour une même énergie.
Le tableau ci-dessous, établi à partir d'un tableau publié par ASPO Italie en 2005, propose une compilation des estimations du TRE des principales sources d'énergie à cette date ou plus tôt et complété par les estimations de Cutler J. Cleveland (en) la même année.
| Sources d'énergie                                                                                            | TRE Cleveland                              | TRE Elliott | TRE Hore-Lacy | TRE (Autres)                                                           |
| Combustibles fossiles                                                                                        |                                            |             |               |                                                                        |
| Pétrole - Jusqu'à 1940 - Jusqu'à 1970 - 2005 (« Aujourd'hui »)                                               | > 100 23 8                                 | 50 - 100    |               | 45 15                                                                  |
| Charbon - Jusqu'à 1950 - Jusqu'à 1970                                                                        | 80 30                                      | 2 - 7       | 7 - 29        |                                                                        |
| Gaz naturel                                                                                                  | 1 - 5                                      |             | 5 - 26        | 15 conventionnel et peu profond 23,6 avec non conventionnel et profond |
| Schistes bitumineux                                                                                          | 2 - 16 (1.5 en comptant l'énergie interne) |             |               |                                                                        |
| Énergie nucléaire                                                                                            | 5 - 100                                    | 5 - 100     | 10 - 60       | < 1                                                                    |
| Énergies renouvelables                                                                                       |                                            |             |               |                                                                        |
| Biomasse |                                            | 3 - 5       | 5 - 27        |                                                                        |
| Énergie hydroélectrique                                                                                      | 11,2                                       | 50 - 250    | 50 - 200      |                                                                        |
| Énergie éolienne                                                                                             |                                            | 5 - 80      | 20            |                                                                        |
| Énergie solaire - Énergie solaire thermique - Photovoltaïque conventionnel - Photovoltaïque à couches minces | 4,2 1,7 - 10                               | 3 - 9       | 4 - 9         | 20 - 52,                                                               |
| Éthanol - De canne à sucre - De maïs - De résidus de maïs                                                    | 0,8 - 1,7 1,3 0,7 - 1,8                    |             |               | 6.7 (Brésil) .                                                         |
| Méthanol (de bois)                                                                                           | 2,6                                        |             |               |                                                                        |

Selon le chercheur Vaclav Smil, les éoliennes les plus grandes, situées dans les lieux les plus exposés au vent, présentent un TRE proche de 20, mais pour la plupart, il reste en deçà de 10. Il ajoute : « pendant longtemps encore — jusqu'à ce que toutes les énergies utilisées pour produire des éoliennes [...] proviennent d'énergie renouvelables —, la civilisation moderne restera fondamentalement inféodée aux combustibles fossiles ».
Le TRE des énergies classiques devrait diminuer. En 1950 le TRE du pétrole était de 50 et celui du gaz s'élevait à 140 ; en 2022 ils s'établissent à 9 et 25 respectivement. Ils pourraient tomber à 2 et 16 au milieu du xxie siècle.
Le TRE au niveau du système de production d'électricité est significativement plus faible. En effet, plus la part des énergies renouvelables aléatoirement intermittente est élevée, plus il faut extraire de matériaux pour ces énergies ayant une forte intensité matérielle (consommation de ressources) et plus il faut prévoir de dispositifs pour prendre le relai lorsque la production chute faute de vent ou d'ensoleillement. Si l'on intègre ces dispositifs-relais (centrales pilotables ou stockage), le TRE des énergies renouvelables aléatoirement intermittentes tombe à 1,6 pour le photovoltaïque et à 3,9 pour l'éolien. Au niveau du système électrique, cela se traduit par une baisse continue du TRE au fur et à mesure que la part des énergies renouvelables aléatoirement intermittentes augmente

### ESOEI
Les énergies intermittentes présentent un TRE beaucoup plus faible que celui des énergies classiques,.
Les valeurs présentes en littérature doivent toutefois toujours être prises avec précaution car, « de façon regrettable, dans beaucoup d'études sur le TRE de la production d'électricité, une définition claire du périmètre reste absente ».
En particulier, le stockage et l'équilibre du réseau doivent être intégrés au TRE pour le vecteur électrique. Des études spécifiques portent sur des TRE de stockage. Une mesure connexe, l'Énergie stockée sur l'énergie investie (Energy Stored On Energy Invested, ESOEI) est utilisée pour analyser de tels systèmes.
L'ESOIe ou ESEIe est le rapport entre l'énergie stockée pendant la durée de vie d'un dispositif de stockage et la quantité d'énergie requise pour construire l'appareil.
| Technique de stockage                | ESOEI |
| ------------------------------------ | ----- |
| Batterie au plomb                    | 5     |
| Batterie à flux au zinc              | 9     |
| Batterie redox vanadium              | 10    |
| Accumulateur sodium-soufre           | 20    |
| Accumulateur lithium-ion             | 32    |
| Pompage-turbinage hydroélectrique    | 704   |
| Stockage géologique par air comprimé | 792   |

La prise en compte de ces systèmes pour les vecteurs primaires intermittents réduit le TRE des systèmes qui y font appel. L'équilibre entre production et consommation affecte donc les évaluations des TRE. Les études sur les différents modes stockage peuvent éclairer des choix techniques. Ainsi Barnhart et al. préconisent différents stockage pour le solaire et l'éolien :

« Dans une perspective d'énergie nette, l'électricité générée par l'usage de la technique solaire photovoltaïque peut être stockée efficacement par l'ensemble des techniques présentées [dans l'article et le tableau ci-dessus], alors que l'éolien devrait être stocké par un mode plus favorable tel que le pompage turbinage ou le stockage géologique d'air comprimé. »

## Influence économique du concept de TRE
Une consommation d'énergie élevée est considérée par certains comme souhaitable dans la mesure où elle est associée avec un haut niveau de vie (lui-même reposant sur le recours à des machines grandes consommatrices d'énergie).
Généralement, une société privilégiera les sources d'énergie bénéficiant du plus haut TRE possible, dans la mesure où elles fournissent un maximum d'énergie pour un minimum d'efforts. Parallèlement à l'essor des sources d'énergie non renouvelables, on observe un basculement progressif vers des sources bénéficiant d'un TRE plus bas, en raison de l'épuisement de celles de meilleure qualité.
Ainsi, quand le pétrole a commencé à être utilisé comme source d'énergie, il suffisait en moyenne d'un baril pour trouver, extraire et raffiner environ 100 barils.
Ce ratio a décliné régulièrement au cours du siècle dernier pour arriver au niveau de 3 barils utilisables pour 1 baril consommé (et environ 10 pour un en Arabie Saoudite).
En 2006, le TRE de l'énergie éolienne en Amérique du Nord et en Europe est de 20/1, ce qui a conduit à son adoption massive.
Quelles que soient les qualités d'une source d'énergie donnée (par exemple, le pétrole est un concentré d'énergie facile à transporter, alors que l'énergie éolienne est intermittente), dès que le TRE des principales sources d'énergie décroît, l'énergie devient plus difficile à obtenir et donc son prix augmente.
La transition énergétique à bas carbone pourrait elle-même être compromise par la chute du TRE. Si elle n'était pas atteinte à temps, aidée par la sobriété, les sociétés modernes s'exposeraient à un risque structurel majeur (« une inflation importante, [...] un déficit d’offres, une période de récession, une augmentation des inégalités, etc. ») ; elles devraient alors recourir au nucléaire ou au charbon, dont les TRE sont suffisamment élevés mais qui souffrent d'autres inconvénients.
Ce taux de retour est l'un des éléments d'explication de l'impasse énergétique[C'est-à-dire ?] mise en avant par Nicholas Georgescu-Roegen dans ses différents travaux et principalement dans son article « L'énergie et les mythes économiques ».
Depuis la découverte du feu, les humains ont fait appel de façon croissante à des sources d'énergie exogènes pour démultiplier la force musculaire et améliorer leur niveau de vie. Quelques historiens ont attribué l'amélioration de la qualité de la vie à l'exploitation plus facile de sources d'énergie (c'est-à-dire bénéficiant d'un meilleur TRE). Cela se traduit par le concept d'« esclave énergétique ».
Thomas Homer-Dixon montre que la baisse du TRE dans les dernières années de l'Empire romain est l'une des raisons de la chute de l'Empire d'Occident au Ve siècle apr. J.-C. Il suggère que le TRE permet en partie d'expliquer l'expansion et le déclin des civilisations. Au moment de l'extension maximale de l'Empire Romain (60 millions d'habitants), les denrées agricoles étaient affectées d'un rapport de 12/1 par hectare pour le blé et de 27/1 pour la luzerne (ce qui donnait un rapport de 2,7/1 pour la production de viande bovine).
On peut alors calculer que, compte tenu d'une base de 2 500 à 3 000 calories par jour et par personne, l'essentiel de la surface agricole disponible était alors consacrée à l'alimentation des citoyens de l'Empire. Mais les dégâts écologiques, la déforestation, la baisse de la fertilité des sols en particulier dans le Sud de l'Espagne, le Sud de l'Italie et l'Afrique du Nord, ont mené à un effondrement du système à partir du IIe siècle apr. J.-C. Le plancher a été atteint en 1084, moment auquel la population de Rome était descendue à 15 000 habitants, alors qu'elle avait culminé sous Trajan à 1,5 million. Cette même logique s'applique à la chute de la civilisation maya et à la chute de l'empire khmer d'Angkor. Joseph Tainter, de même, considère que la baisse du TRE est l'une des causes principales de l'effondrement de sociétés complexes.
La chute du TRE (en particulier en Chine) liée à l'épuisement des ressources non renouvelables, représente un défi pour les économies modernes,.

## Voir également